# Magyarország az 1896. évi nyári olimpiai játékokon
Magyarország a görögországi Athénban megrendezett 1896. évi nyári olimpiai játékok egyik részt vevő nemzete volt. Az országot az olimpián 6 sportágban 7 sportoló képviselte, akik összesen 6 érmet – két arany, egy ezüst és három bronz – szereztek, és ezzel a nem hivatalos éremtáblázaton Magyarország a hatodik helyen végzett. A legeredményesebb magyar versenyző Hajós Alfréd volt, aki két aranyérmet szerzett.
A magyar sportolók öt sportágban illetve szakágban, összesen harmincnyolc olimpiai pontot szereztek.

## Eredményesség sportáganként

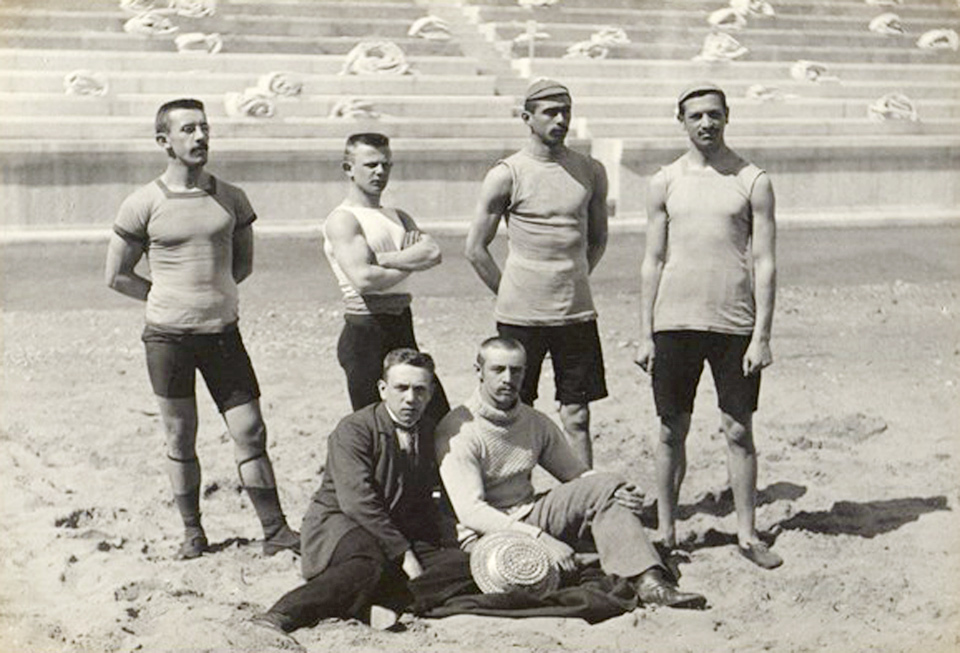
Állnak: Kellner Gyula, Kakas Gyula, Szokolyi Alajos, Dáni Nándor, ülnek: Hajós Alfréd, Wein Dezső. Hiányzik a képről: Tapavicza Momcsilló

A magyar csapat öt sportágban összesen 38 olimpiai pontot szerzett. Az egyes sportágak eredményessége, illetve az induló versenyzők száma a következő (zárójelben a magyar indulókkal rendezett versenyszámok száma):
(kiemelve az egyes számoszlopok legmagasabb értéke, vagy értékei)
| Sportág, szakág | Helyezések száma | Helyezések száma | Helyezések száma | Helyezések száma | Helyezések száma | Helyezések száma | Olimpiai pont | Indulók száma | Indulók száma | Indulók száma |
| Sportág, szakág |                  |                  |                  | 4.               | 5.               | 6.               | Olimpiai pont | Férfi         | Nő            | Össz.         |
| Atlétika (4)    | 0                | 1                | 2                | 1                | 0                | 0                | 16            | 3             | 0             | 3             |
| Birkózás (1)    | 0                | 0                | 0                | 1                | 0                | 0                | 3             | 1             | 0             | 1             |
| Súlyemelés (1)  | 0                | 0                | 0                | 0                | 0                | 1                | 1             | 1             | 0             | 1             |
| Tenisz (1)      | 0                | 0                | 1                | 0                | 0                | 0                | 4             | 1             | 0             | 1             |
| Torna (5)       | 0                | 0                | 0                | 0                | 0                | 0                | 0             | 2             | 0             | 2             |
| Úszás (2)       | 2                | 0                | 0                | 0                | 0                | 0                | 14            | 1             | 0             | 1             |
| Összesen        | 2                | 1                | 3                | 2                | 0                | 1                | 38            | 7             | 0             | 7             |

1. 1 2 3 4 5 6  Tapavicza Momcsilló birkózásban, súlyemelésben és teniszben is indult.

## Érmesek

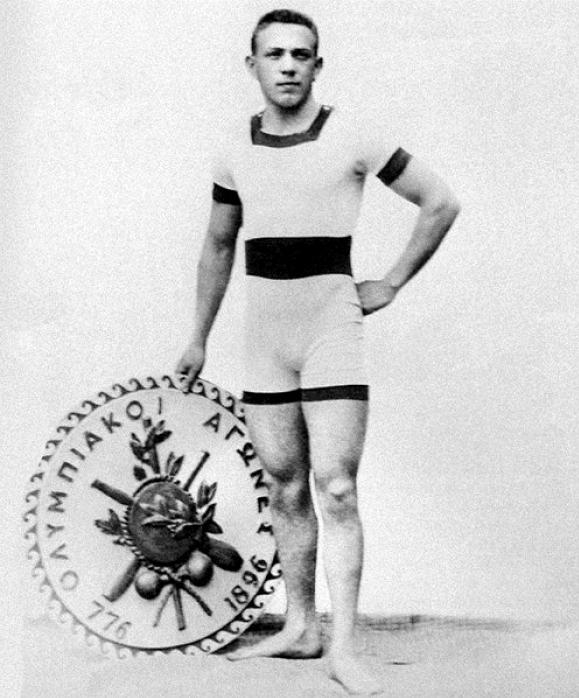
Hajós Alfréd

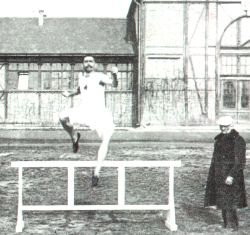
Szokolyi Alajos

| Érem  | Versenyző           | Sportág  | Versenyszám  |
| ----- | ------------------- | -------- | ------------ |
| Arany | Hajós Alfréd        | Úszás    | 100 m gyors  |
| Arany | Hajós Alfréd        | Úszás    | 1200 m gyors |
| Ezüst | Dáni Nándor         | Atlétika | 800 m        |
| Bronz | Szokolyi Alajos     | Atlétika | 100 m        |
| Bronz | Kellner Gyula       | Atlétika | Maraton      |
| Bronz | Tapavicza Momcsilló | Tenisz   | Egyes        |

## További magyar pontszerzők

### 4. helyezettek
| Név                 | Sportág  | Versenyszám |
| ------------------- | -------- | ----------- |
| Szokolyi Alajos     | Atlétika | Hármasugrás |
| Tapavicza Momcsilló | Birkózás | Kötöttfogás |

### 5. helyezettek
Ezen az olimpián magyar sportoló nem szerzett ötödik helyet.

### 6. helyezett
| Név                 | Sportág    | Versenyszám |
| ------------------- | ---------- | ----------- |
| Tapavicza Momcsilló | Súlyemelés | Kétkaros    |

## Atlétika
| Versenyző       | Versenyszám | Előfutam   | Előfutam   | Döntő    | Döntő    |
| Versenyző       | Versenyszám | Idő        | Hely.      | Idő      | Helyezés |
| --------------- | ----------- | ---------- | ---------- | -------- | -------- |
| Szokolyi Alajos | 100 m       | 12,6       | 2.         | 12,6     | Bronz*   |
| Szokolyi Alajos | 110 m gát   | nincs adat | nincs adat | kiesett  | kiesett  |
| Dáni Nándor     | 800 m       | 2:10,2     | 2.         | 2:11 4/5 | Ezüst    |
| Kellner Gyula   | Maraton     |            |            | 3:06:35  | Bronz    |

| Versenyző       | Versenyszám | Eredmény | Helyezés |
| --------------- | ----------- | -------- | -------- |
| Szokolyi Alajos | Hármasugrás | 11,26 m  | 4.       |

* - egy másik versenyzővel azonos eredményt ért el

## Birkózás
| Versenyző           | Negyeddöntő                        | Elődöntő          | Döntő             | Helyezés |
| Versenyző           | Ellenfél Eredmény                  | Ellenfél Eredmény | Ellenfél Eredmény | Helyezés |
| ------------------- | ---------------------------------- | ----------------- | ----------------- | -------- |
| Tapavicza Momcsilló | Sztéfanosz Hrisztópulosz (GRE) · V | kiesett           | kiesett           | 4.       |

## Súlyemelés
| Versenyző           | Versenyszám | Eredmény | Helyezés |
| ------------------- | ----------- | -------- | -------- |
| Tapavicza Momcsilló | Kétkaros    | 80,0     | 6.       |

## Tenisz
| Versenyző           | Versenyszám | Nyolcaddöntő               | Negyeddöntő       | Elődöntő                      | Döntő             | Helyezés |
| Versenyző           | Versenyszám | Ellenfél Eredmény          | Ellenfél Eredmény | Ellenfél Eredmény             | Ellenfél Eredmény | Helyezés |
| ------------------- | ----------- | -------------------------- | ----------------- | ----------------------------- | ----------------- | -------- |
| Tapavicza Momcsilló | Egyes       | D. Frangopoulos (GRE) · GY | erőnyerő          | Dimitrios Kasdaglis (GRE) · V | kiesett           | Bronz    |

## Torna
| Versenyző   | Versenyszám | Pontszám   | Helyezés   |
| ----------- | ----------- | ---------- | ---------- |
| Kakas Gyula | Ugrás       | nincs adat | nincs adat |
| Kakas Gyula | Korlát      | nincs adat | nincs adat |
| Kakas Gyula | Nyújtó      | nincs adat | nincs adat |
| Kakas Gyula | Lólengés    | nincs adat | nincs adat |
| Wein Dezső  | Ugrás       | nincs adat | nincs adat |
| Wein Dezső  | Korlát      | nincs adat | nincs adat |
| Wein Dezső  | Nyújtó      | nincs adat | nincs adat |
| Wein Dezső  | Lólengés    | nincs adat | nincs adat |

## Úszás
| Versenyző    | Versenyszám  | Idő     | Helyezés |
| ------------ | ------------ | ------- | -------- |
| Hajós Alfréd | 100 m gyors  | 1:22,2  | Arany    |
| Hajós Alfréd | 1200 m gyors | 18:22,2 | Arany    |